# 彌憍苴

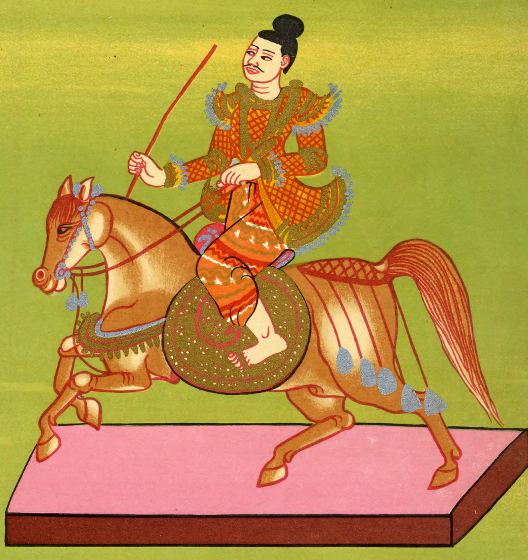
彌憍苴

供奉給彌憍苴的烈酒

彌憍苴（發音：[mɪ́ɴ tɕɔ̀zwà]）是37尊緬甸官方神靈之一，來源於數個歷史人物。其一為蒲甘國王梯因屈之子，死於兄弟間的謀殺。其二為蒲甘國王阿隆悉都的顧問，死於酗酒。其三為蒲甘國王憍苴，死於權臣的縊殺。其四為阿瓦王子彌利憍苴，死於四十年戰爭的戰場上。其五為一卑謬首領之子，據說他是一酒鬼，擅長騎馬且愛好鬥雞，死於其手下冤魂的報復。
彌憍苴是酒鬼與賭徒的守護神，會給被其眷顧者帶來財運。彌憍苴的聖地位於馬圭省的耶瑟久鎮，每年三月會有彌憍苴的祭典。另一緬甸神靈姆威當生前曾被彌憍苴始亂終棄，她因太渴望彌憍苴而被她憤怒的兄弟推下懸崖。姆威當會幫助被丈夫或情人拋棄的女性。